# Crowbar
Crowbar is een Amerikaanse metalband opgericht in 1988 in New Orleans, Louisiana als Aftershock. Crowbar speelt een mengeling van doommetal, stonermetal, hardcore punk en traditionele hardrock. De band wordt met hun vaak uiterst trage en lage passages gezien als grondlegger van sludgemetal.

## Geschiedenis
Kirk Windstein (tevens bekend van Down) verlaat in 1988 de punkband Shellshock en richt zijn eigen band op, die hij aanvankelijk Aftershock noemt. Na diverse bandleden en bandnamen (zoals Wrequiem en The Slugs) uitgeprobeerd te hebben, verandert hij de naam in 1990 in Crowbar. In 1991 wordt het debuutalbum "Obedience Thru Suffering" opgenomen, maar dat brengt de band weinig bekendheid.
Als Crowbar in 1993 het album "Crowbar" uitbrengt, met daarop onder meer een cover van Led Zeppelin's "No Quarter", en bovendien een videoclip op mag nemen voor het nummer "All I Had I Gave", raakt de populariteit van de band in een stroomversnelling. Een belangrijke reden voor de muziekwereld om Crowbar scherp in de gaten te gaan houden is het feit dat Phil Anselmo het album produceerde. De band valt met dit album op door hun onconventionele speelstijl, alsmede door het lijvige postuur van bassist Todd "Sexy T." Strange. Als deze video en die van het nummer "Existence is Punishment" verschijnen in het MTV programma Beavis and Butt-head wordt de naam definitief gevestigd.
Opvallend in de nummers van Crowbar is dat ze, geheel tegen de trend in de begin jaren negentig in, vrijwel geen solo's bevatten. Daarnaast gebruikt de band veel invloeden uit de Amerikaanse hardcore scene, maar erkent daarbij geen enkele aansluiting te hebben met de problemen van de grote steden. Tegenover MTV Headbanger's Ball verklaart Windstein: wij komen niet uit de ghetto van de grote steden, wij komen uit een voorstadje van New Orleans. En dat is helemaal niet ruig. Als de band op uitnodiging van de Britse doommetal band Paradise Lost mee op wereldtournee gaat, vestigt Crowbar zijn naam definitief.
Door de jaren heen verlaten diverse bandleden de band, maar zanger-gitarist Kirk Windstein blijft een vaste factor in. In de tussentijd speelt hij wel een belangrijke rol in de band Down, maar in 2014 besluit hij daar definitief te vertrekken om zich volledig op Crowbar te richten. De meeste bandleden die komen (en gaan) maken deel uit van andere bands uit New Orleans, zoals Eyehategod, Acid Bath en Down. Ook bassist Rex Brown (ex Pantera) speelt nog enige tijd in Crowbar.
Opvolger "Time Heals Nothing" uit 1995 brengt de band niet de definitieve doorbraak, maar in de underground groeit de waardering voor Crowbar. Ter promotie van de band draagt Phil Anselmo in de videoclip voor het Pantera nummer "I'm Broken" een T-shirt van Crowbar. Zelf nemen ze een videoclip op voor het nummer "The Only Factor", die bij Headbanger's Ball in Europa veel vertoond wordt. In 1996 verzorgt Anselmo de achtergrondzang voor het nummer "Broken Glass".
In de loop der jaren blijft de band doorgaan met albums opnemen en wereldwijde tours, maar verplichtingen bij andere bands vertragen de voortgang in Crowbar in diverse periodes. In 2014 besluit Windstein zich weer volledig op Crowbar te richten en ze brengen in mei 2014 het album Symmetry in Black uit. In 2014 heeft Crowbar tien officiële studioalbums opgenomen.

Crowbar Live @ Free & Easy Festival 2015
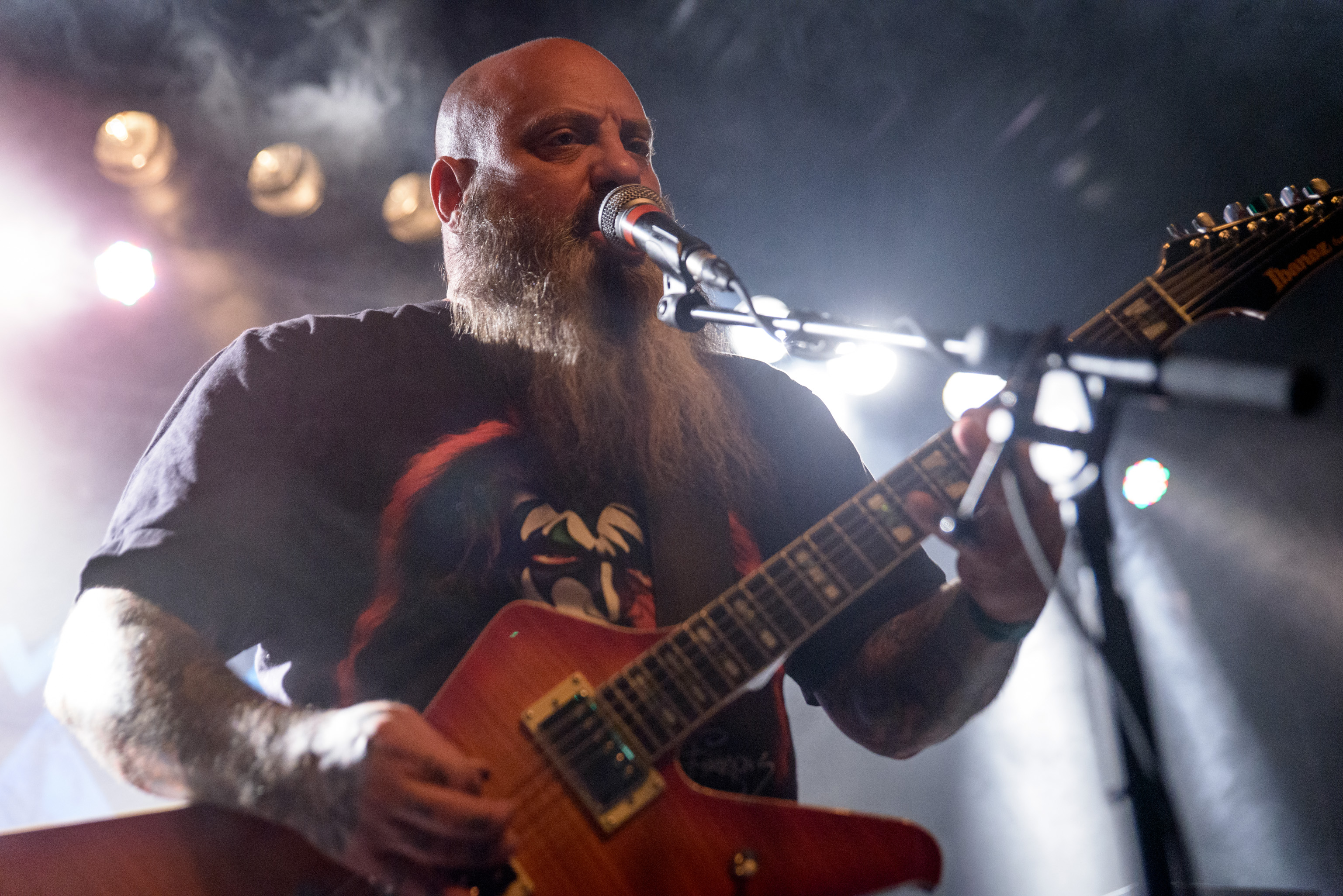
Kirk Windstein
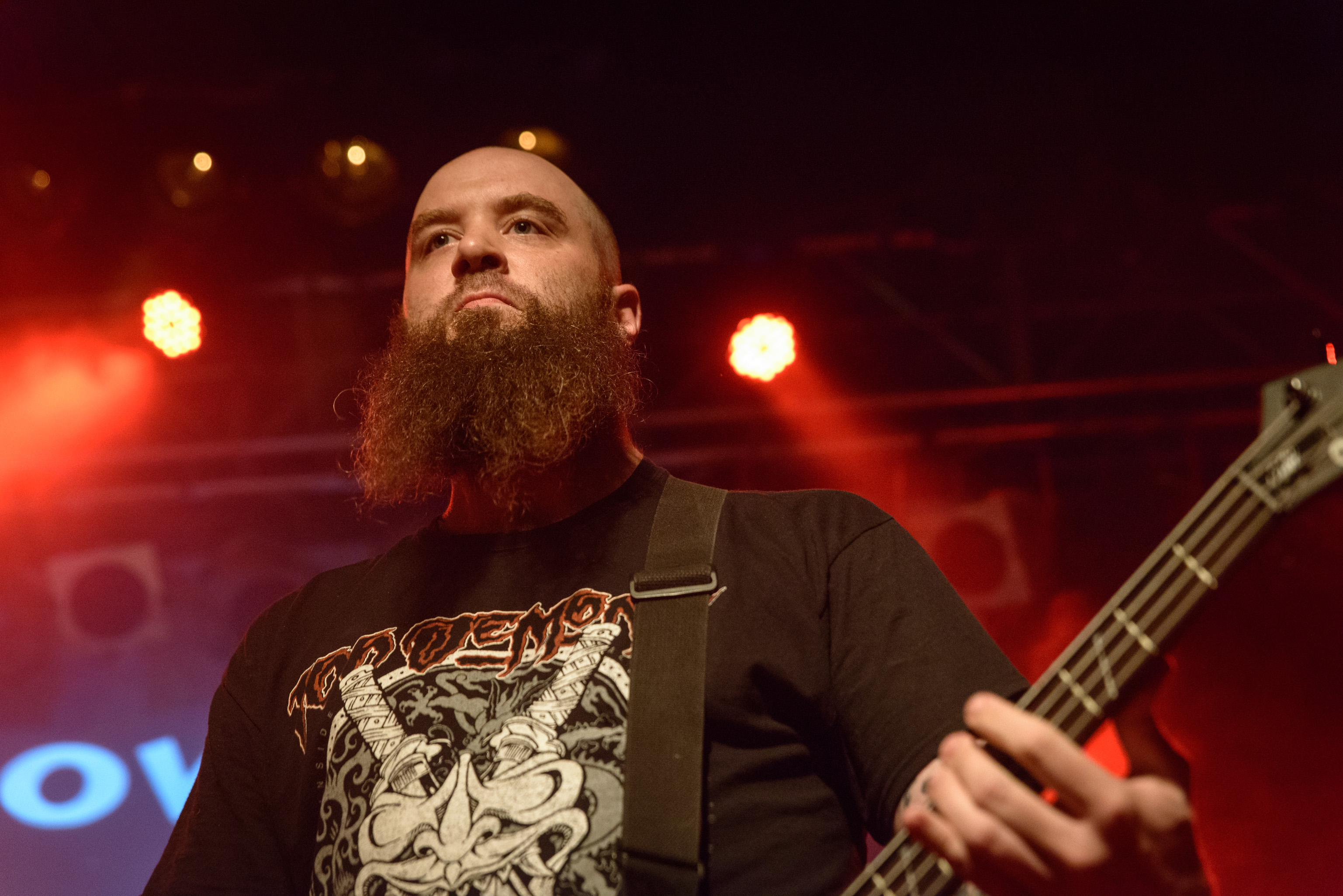
Jeff Golden
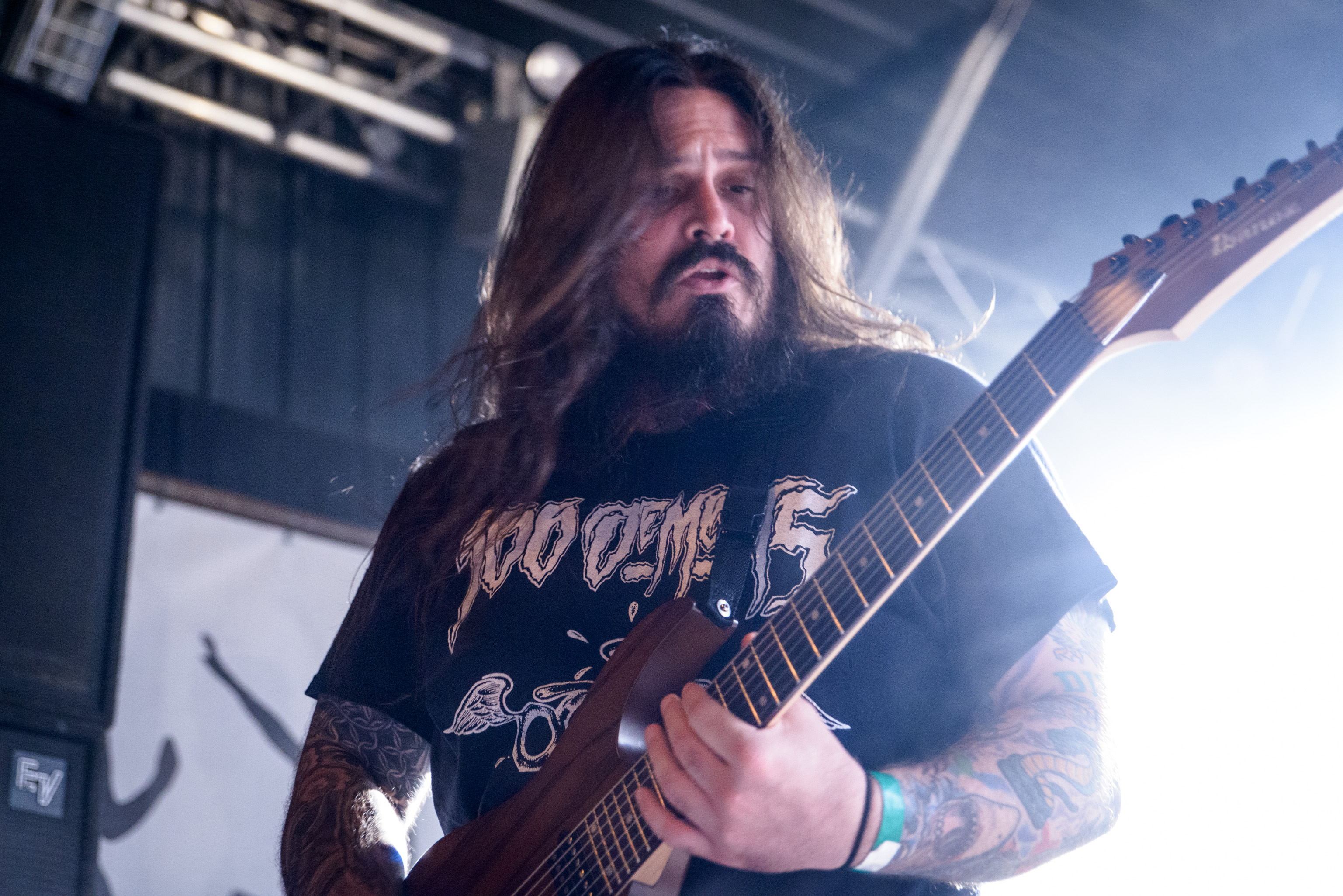
Matthew Brunson
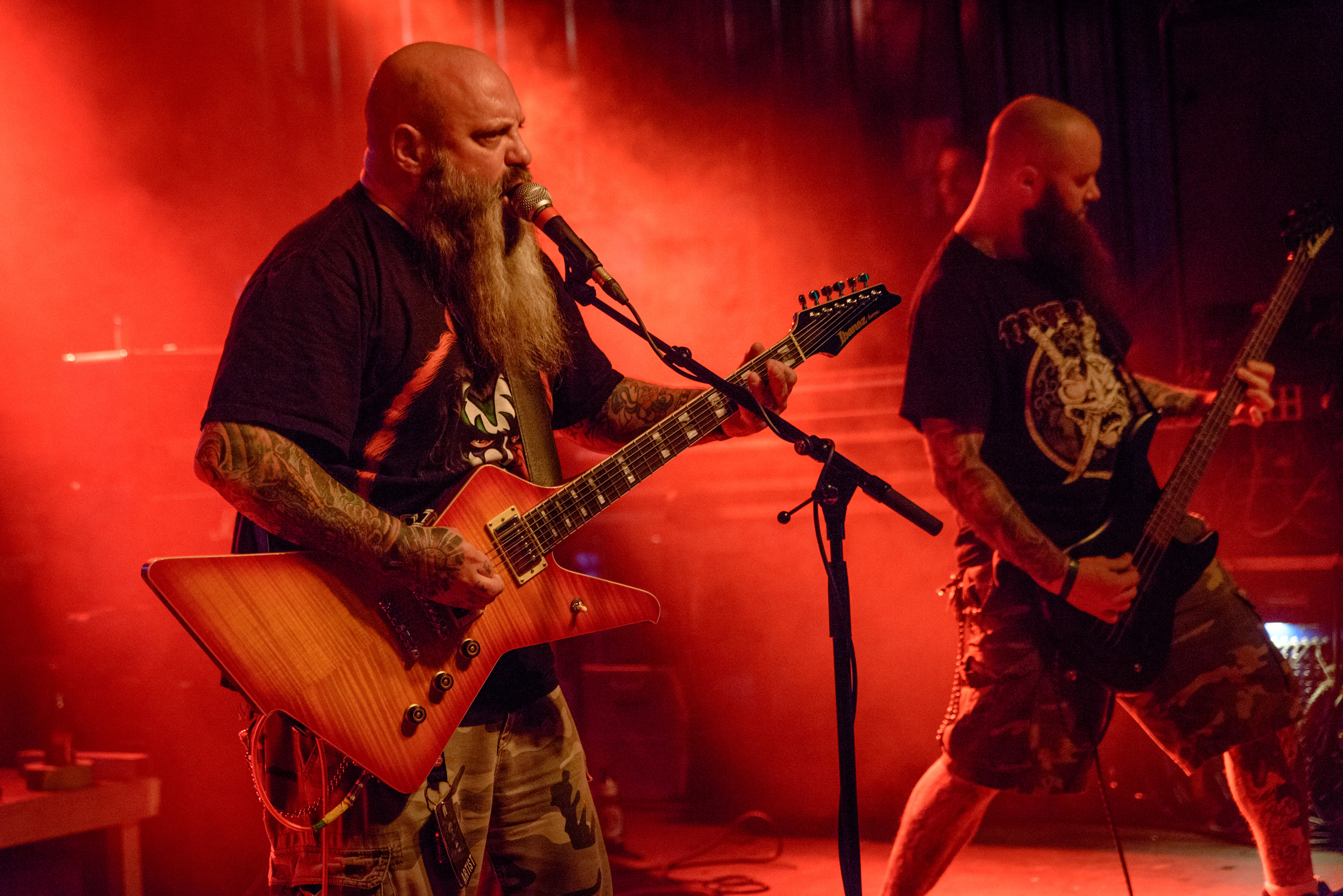

## Bezetting

### Huidige leden
- Kirk Windstein Zang, gitaar, basgitaar (1990-heden) (tevens van: Kingdom of Sorrow, ex-The Slugs, ex-Down, ex-Valume Nob, ex-Shell Shock, ex-Victorian Blitz
- Tommy Buckley drums (2005-heden) (tevens van: Soilent Green, ex-Christ Inversion, ex-Drip, ex-Jones's Lounge (live), ex-Graveyard Rodeo
- Matthew Brunson gitaar (2009-heden) (tevens van: Shedding Old Skin, ex-Kingdom of Sorrow (live), ex-Prong (live)
- Jeff Golden basgitaar (2013-heden) (tevens van: ex-Guerra, ex-My Uncle the Wolf

### Voormalige leden
- Jeff "Okie" Okoneski - basgitaar (periode onbekend)
- Todd "Sexy T." Strange - basgitaar (1990-2000) (tevens van: ex-The Slugs, ex-Down)
- Jimmy Bower - drums (1990, 1996-1998) (tevens van: Down, Eyehategod, ex-Blatant Frustration, ex-Debris Inc., ex-Drip, ex-Superjoint Ritual, ex-The Mystick Krewe of Clearlight, ex-Penalty, ex-The Slugs, ex-Corrosion of Conformity, ex-Floodgate)
- Kevin Noonan - gitaar (1990, 1991-1993) (tevens van: ex-The Slugs, ex-Eyehategod)
- Craig Nunenmacher - drums (1991-1995, 2000, 2004-2005) (tevens van: ex-Jones's Lounge, ex-Black Label Society, ex-Lillian Axe)
- Travis - Gitaar (1991)
- Matt Thomas - gitaar (1993-1997) (tevens van: ex-Razor White)
- Jay Abbene - gitaar (1996) (tevens van: ex-Souls at Zero, ex-Wrathchild America)
- Sammy Pierre Duet - gitaar (1998-2002) (tevens van: Goatwhore, Ritual Killer, ex-Acid Bath, ex-Walpurgisnacht, ex-Vual, ex-Dark Karnival, ex-Hateseed, ex-Kill Gore)
- Jeremy Young - basgitaar (2000) (R.I.P. 2014) (tevens van: ex-Abuse, ex-Merry-Go-Drown)
- Sid Montz - drums (2000) (tevens van: Valume Nob, ex-Southern Isolation, ex-Victorian Blitz)
- Tony Costanza - drums (2001) (tevens van: ex-Machine Head, ex-Papsmear, ex-Area 51, ex-Crisis, ex-Debris Inc.)
- Rex Brown - basgitaar, gitaar (akoestisch), keyboards (2004-2005) (tevens van: Kill Devil Hill, ex-Pantera, ex-Down, ex-Arms of the Sun, ex-Rebel Meets Rebel, ex-Tres Diablos)
- Steve Gibb - gitaar, zang (achtergrond) (2004-2009) (tevens van: ex-Black Label Society, ex-Kingdom of Sorrow, ex-58, ex-Bee Gees (live))
- Patrick Bruders - Basgitaar (2005-2013)[3]

## Discografie

### Albums
| Album met eventuele hitnotering(en) in de Nederlandse Album Top 100 | Datum van verschijnen | Datum van binnenkomst | Hoogste positie | Aantal weken | Opmerkingen                                     |
| ------------------------------------------------------------------- | --------------------- | --------------------- | --------------- | ------------ | ----------------------------------------------- |
| Obedience Thru Suffering                                            | 26-09-1991            | ?                     | ?               | ?            | Heruitgave Goomba 26-10-2012                    |
| Crowbar'                                                            | 12-10-1993            | ?                     | ?               | ?            | Heruitgave Metal Mind 05-12-2008                |
| Time Heals Nothing                                                  | 23-05-1995            | ?                     | ?               | ?            | Heruitgave Metal Mind 05-12-2008                |
| Broken Glass                                                        | 07-09-1996            | ?                     | ?               | ?            |                                                 |
| Odd Fellows Rest                                                    | 06-07-1998            | ?                     | ?               | ?            | Heruitgave Metal Mind 06-11-2009                |
| Equilibrium                                                         | 07-03-2000            | ?                     | ?               | ?            |                                                 |
| Sonic Excess in Its Purest Form                                     | 21-08-2001            | ?                     | ?               | ?            | Heruitgave Metal Mind 06-11-2009                |
| Lifesblood for the Downtrodden                                      | 05-02-2005            | 06-12-2008            | -               | -            |                                                 |
| Lifesblood for the Downtrodden                                      | 05-02-2005            | 06-12-2008            | -               | -            |                                                 |
| Symmetry in Black                                                   | 23-05-2014            |                       | -               | -            | Hoogste positie in albumchart in Duitsland (66) |
| The Serpent Only Lies                                               | 28-10-2016            | -                     | -               | -            |                                                 |

### Overige
- 1994 - Live + 1 EP
- 1997 - Past and Present (verzamelalbum)
- 2000 - Sludge: History of Crowbar (verzamelalbum)
- 2010 - Let Me Mourn Single
- 2011 - Isolation Single
- 1997 - "Like Broken" Home Video Video
- 2007 - Live: With Full Force Video